# Яп (народ)

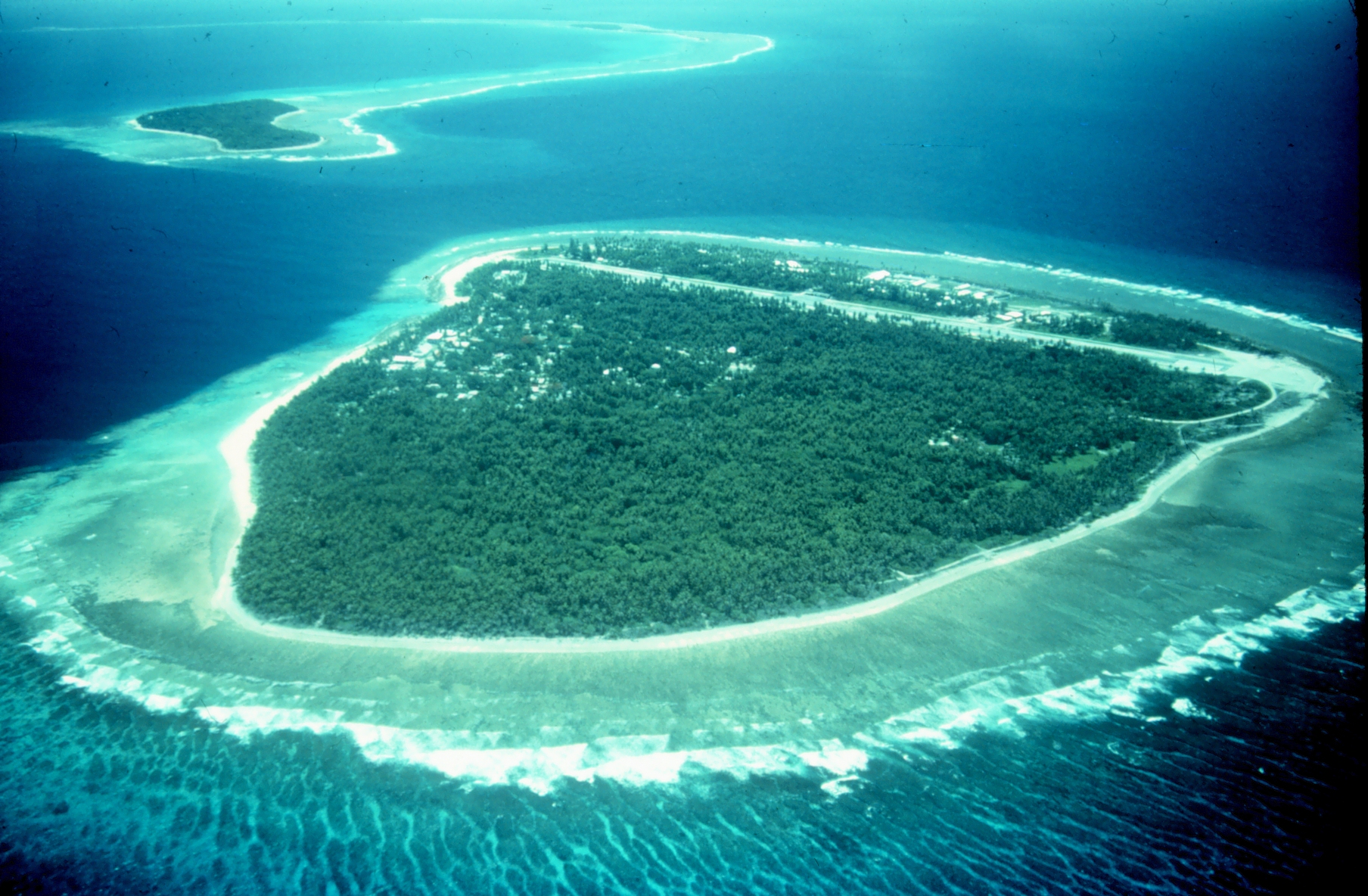
Один из островков атолла Яп

Яп (самоназвание) или япцы — микронезийский народ, коренное население островов Яп. Численность — 500 чел., по другим данным — 5 тыс. По культуре близки белау (палау). Национальный язык — япский. Распространён также английский язык. Религия — христианство, но сильны и местные традиционные культы.

## Происхождение
По происхождению связаны с австронезийскими народами, но пути расселения каждого народа этой группы точно не установлены.
Принадлежность языка яп к микронезийским языкам оспаривается. Антропологически и лингвистически они больше связаны с меланезийцами. Заметно индонезийское влияние (гончарство, употребление стрелометательных трубочек, стеклянные бусы в качестве денег). Замечено, что яп и белау также ближе к филиппинцам, чем к микронезийцам.

## Социальная организация
На Япе нет общего вождя, каждый остров имел своего. Было 8 округов и 8 вождей. Общество делилось на патрилинейные линиджи, которые делились на две строго эндогамные касты. Вожди выходили из знатных линиджей. Знать жила в прибрежной полосе и владела землей, низшая каста — во внутренних районах. На систему патрилинейных родов накладывалась система матрилинейных, но с кастами она связана не была. Были мужские и женские союзы.

## Культы

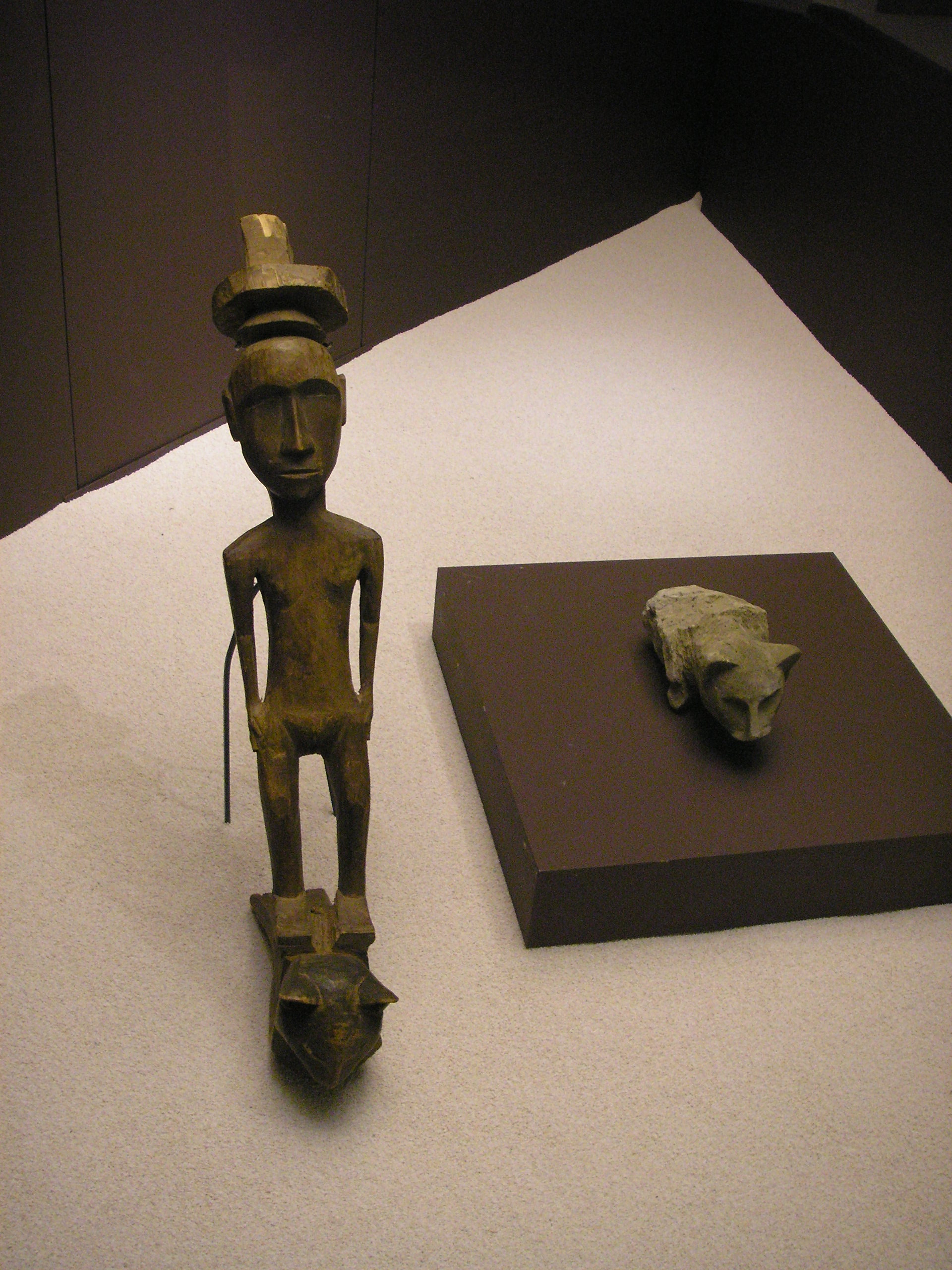
Статуэтка с острова Яп

Вера в духов, колдовство, почитание умерших. На Япе есть своя мифология. Высшим богом является Еналаф, творец мира. Это — сын Левиран, это — мать семи детей. Однажды Еналаф и Лиомарар поселились в Гатсапаре (главное святилище). Мир япцы делят на семь небес и землю (яр). Семь небес соответственно населяют сам Еналаф (1), Луг, бог войны (2), макане, то есть души умерших (3), туфе, звёзды (4), пулу, луна (5), яле, солнце (6), ураганы (7).

## Хозяйство
Быт япцев мало отличается от общемикронезийского. Основные занятия — рыболовство, выращивание ямса и таро, бананов, строительство лодок, резьба по дереву, плетение парусов, циновок, одежды. Одежда — набедренные повязки и юбочки. Хижины — общего типа — каркасные с двускатной крышей до земли. Пища — рыба, морепродукты и таро (основной продукт).
На Япе использовались деньги, жемчужные раковины, черепаховые панцири, стеклянные бусы и гигантские каменные колёса (два метра в диаметре). Последние изготовляли на Палау и вывозили на Яп.

## Интересный факт
- Самые тяжёлые монеты в мире — «камни Раи» с острова Яп. Они изготовлялись в виде дисков, диаметр которых достигает трёх и более метров. Самый крупный раи имеет диаметр 6 метров.